# James Ellroy
James Ellroy (Los Angeles, 4 de março de 1948) é um escritor e ensaísta estadunidense. Suas histórias são contadas em um estilo de narrativa de frases curtas, quase telegrafadas, impactantes e diretas. 

## História
James Ellroy nasceu em Los Angeles, California (cidade que é pano de fundo da maioria dos seus romances), filho de Geneva Hilliker Ellroy, enfermeira e Armand "Lee" Ellroy, contador que trabalhava para astros do cinema. Depois do divórcio dos pais, Ellroy mudou-se com sua mãe para El Monte, ainda na Califórnia. Em 1958 a mãe de Ellroy foi assassinada. O caso permanece sem solução até os dias de hoje. A partir de então o escritor se envolveu em pequenos delitos como assalto a lojas, roubo de casas e chegou a ser um sem teto. Nesse período tornou-se um bêbado costumaz e viciou-se em drogas, acabando preso. Saindo da cadeia, abandonou o álcool e trabalhou em um campo de golfe. Foi então que começou a escrever seus romances. Ellroy diz que até o seu quinto romance ainda trabalhava como caddie (carregador da bolsa com os tacos de golfe).
James Ellroy escreveu três livros até que a trilogia Lloyd Hopkins tornasse o escritor alguém que pudesse viver, efetivamente, de escrever e vender livros.
Foram seis romances até que a história do  livro Dália Negra transformasse definitivamente a sua história na literatura. Dália Negra foi um caso policial não resolvido (a exemplo do assassinato da mãe de Ellroy) de 1948, que tornou-se uma obsessão para ele. Tentando recontar os passos da garota violentamente assassinada, Ellroy formulou o romance que o catapultaria ao sucesso. Elizabeth Short era uma garota de 23 anos que sonhava tornar-se atriz. Em 1948 ela foi assassinada, provavelmente com um taco de baseball, depois de ser torturada por quase dois dias. Seu corpo foi dividido ao meio na altura da cintura e os órgãos internos retirados. O assassinato brutal não solucionado virou o cenário certo para que Ellroy despejasse toda a sua tristeza pela morte da mãe e sua objetividade e crueza, marcas de sua literatura.

### Trilogia Lloyd Hopkins
- Blood on the Moon (1984) Sangue na Lua (Record)
- Because the Night (1984) Por Causa da Noite (Record)
- Suicide Hill (1985) O Morro do Suicídio (Record)
- L.A. Noir (1998)

### L.A. Quartet
- The Black Dahlia (1987) 
  - No Brasil: A Dália Negra (Difusão Cultural, 1991; Pauliceia, 1993; Record, 2000 e 2006; Bestbolso, 2011).
- The Big Nowhere (1988)
- L.A. Confidential (1990)
- White Jazz (1992)

### Trilogia Underworld USA
- American Tabloid (1995) Tablóide Americano (Record)
- The Cold Six Thousand (2001) 6 Mil em Espécie  (Record)
- Blood's a Rover (2009) Sangue Errante (Record)